# Maison située 1 rue Alekse Markišića à Sokobanja
La maison située 1 rue Alekse Markišića à Sokobanja (en serbe cyrillique : Кућа у ул. Алексе Маркишића 1 у Сокобањи ; en serbe latin : Kuća u ul. Alekse Markišića 1 u Sokobanji) se trouve à Sokobanja, dans le district de Zaječar, en Serbie. Elle est inscrite sur la liste des monuments culturels protégés de la République de Serbie (identifiant no SK 2092),.

## Présentation
Le bâtiment a été conçu comme une maison familiale avec une petite cour privée, de sorte que ses façades principales, à l'est et au nord, se trouvent dans l'alignement de deux rues.
Il se compose d'un sous-sol, qui s'étend sous une partie seulement de la maison, avec une structure voûtée peu profonde, et d'un rez-de-chaussée.
L'architecture extérieure possède des éléments de décoration néo-Renaissance qui relèvent d'une architecture éclectique, qui s'exprime notamment dans la corniche du toit, les formes et la disposition des ouvertures de fenêtre avec des cadres en plâtre profilés surmontés de tympans triangulaires. Entre les fenêtres, le long des deux parties de la façade, se trouvent des pilastres sobrement traités, qui montent jusqu'à la corniche du toit.